# Willi Dansgaard
Willi Dansgaard, né le 30 août 1922 à Copenhague où il est mort le 8 janvier 2011, est un paléoclimatologue danois. Il est membre de nombreuses sociétés savantes dont l'Académie royale des sciences et des lettres du Danemark, de l'Académie royale des sciences de Suède, et reçoit de nombreux prix scientifiques au cours de sa carrière dont le prix Crafoord en géosciences en 1995. Il est considéré comme l'un des fondateurs de la recherche climatique moderne utilisant des carottes de glace. Il a donné son nom, en compagnie de Hans Oeschger, aux événements de Dansgaard-Oeschger.

## Biographie

### Jeunesse et études
Willi Dansgaard naît le 30 août 1922 à Copenhague (Danemark). Il grandit dans cette même ville, auprès de parents propriétaires d'un atelier de gravure. Il poursuit des études de physique, de mathématiques et d'astronomie à l'université de Copenhague. En 1947, il obtient sont doctorat de l'université de Copenhague, où il remporte une médaille d'or pour sa thèse sur la dosimétrie des rayons X,.

### Carrière
De 1947 à 1951, il travaille à l'Institut météorologique danois sur le géomagnétisme et la météorologie. Dans le cadre de ce travail, il passé un an (1947-1948) à l'observatoire géomagnétique de Qeqertarsuaq, dans l'est du Groenland.

Après plusieurs années de recherche, Dansgaard retourne au laboratoire de biophysique de l'université de Copenhague, où il développe son spectromètre de masse pour analyser les isotopes de l'eau. Selon son élève Jørgen Peder Steffensen :
« En juin 1952, Dansgaard fit une découverte qui allait influencer le reste de sa carrière scientifique. Il a découvert qu’il était possible de déterminer la température des nuages en analysant la composition en isotopes stables de l’eau de pluie qui provient de ceux-ci. Au cours des 12 années suivantes, il collecta systématiquement des échantillons d'eau du monde entier en collaboration avec la Compagnie danoise des Indes orientales, grâce à ses contacts au Groenland dont une expédition française dirigée par Paul Emile Victor et plus tard l'Agence internationale de l'énergie atomique et l'Organisation météorologique mondiale. »
Au cours des douze années suivantes, Dansgaard reçoit des échantillons d’eau provenant de nombreuses régions du monde. Il entreprend également lui-même des voyages de recherche au Groenland pour obtenir d'autres échantillons de neige et de glace. En 1964, Dansgaard se trouve au camp Century, base militaire américaine, au nord-est du Groenland, et entend parler d'un programme du Laboratoire américain de recherche et d'ingénierie des régions froides (CRREL) dont l'objectif est de forer la calotte glaciaire du Groenland (projet Iceworm). Il commence, en 1967, en collaboration avec, entre autres, le glaciologue américain Chester Langway et le climatologue suisse Hans Oeschger à étudier systématiquement les isotopes stables de la carotte de glace.
En 1972, Dansgaard devient directeur du laboratoire d'isotopes géophysiques de l'université de Copenhague. De 1989 jusqu'à sa retraite en 1992, Dansgaard poursuit d'autres projets d'études de carottes de glace, notamment le Projet européen de carottes de glace du Groenland (GRIP), dont le forage a été réalisé au point le plus élevé de la calotte glaciaire groenlandaise et permet de remonter jusqu'à 105 000 ans en arrière.
À la fin de sa vie, il est professeur émérite de géophysique à l'université de Copenhague et membre de l'Académie royale des sciences et des lettres du Danemark, de l'Académie royale des sciences de Suède, de l'Académie islandaise des sciences et de la Société danoise de géophysique. Dansgaard meurt le 8 janvier 2011 à Copenhague.

## Travaux

Relation linéaire entre les valeurs moyennes annuelles de 18O/16O et la température à différents endroits, d'après les données de Dansgaard.

Dansgaard est le premier paléoclimatologue à démontrer que les mesures des isotopes traces d’oxygène 18 et de deutérium dans la glace accumulée par les glaciers peuvent être utilisées comme indicateur du climat passé. Il est également le premier à identifier un excès de deutérium (ou écart d'un échantillon d'eau par rapport à la ligne d'eau météorique globale (GMWL)) dans les carottes de glace. Il découvre que les différences cinétiques entre l'hydrogène-1 et le deutérium sont liées à la température de l'eau à partir de laquelle la glace s'est formée et à l'hygrométrie.
Il est le premier scientifique à extraire des informations paléoclimatiques de la carotte de glace du Camp Century au Groenland, forée par le Cold Regions Research and Engineering Laboratory (CRREL) de l'armée américaine. Dansgaard joue par ailleurs un rôle de premier plan dans le forage de la première carotte de glace ayant atteint le substratum rocheux pour des raisons scientifiques, la carotte DYE-3 au sud du Groenland, située à 1400 km du Camp Century. Confirmant les résultats de l’analyse de la carotte de glace du Camp Century, le profil climatique DYE-3 documente l’existence d’un changement climatique rapide, pendant et à la fin de la dernière période glaciaire (fin du Dryas récent). Les événements répétés de changement climatique brutal au cours de la période glaciaire portent le nom de Willi Dansgaard et de son collègue suisse Hans Oeschger et sont connus sous le nom d'événements de Dansgaard-Oeschger.

## Prix et honneurs
- Médaille Hans Egede, 1971;
- Médaille Vega de la Société suédoise d'anthropologie et de géographie, 1975;
- Cristal de Seligman de la Société internationale de glaciologie, 1976[9];
- Prix Crafoord de l'Académie royale des sciences de Suède, 1995;
- Prix Tyler en sciences de l'environnement, 1996.